# Schistomitrium mucronifolium
Schistomitrium mucronifolium là một loài Rêu trong họ Dicranaceae. Loài này được (A. Braun) M. Fleisch. miêu tả khoa học đầu tiên năm 1904.